# سونگ چونگ گوگ
این یک نام کره‌ای است؛ نام خانوادگی سونگ است.
سونگ چونگ گوگ (هانگول:송종국) (زادهٔ ۲۰ فوریه ۱۹۷۹ در بوسان)، بازیکن حرفه‌ای بازنشسته فوتبال اهل کره جنوبی است که به‌عنوان مدافع و هافبک بازی می‌کرد. در سطح بین‌المللی، او عضو تیم ملی فوتبال کره جنوبی در جام جهانی فوتبال ۲۰۰۲ و جام جهانی فوتبال ۲۰۰۶ بود.

## حرفه
سونگ از سال ۲۰۰۱ تا ۲۰۰۲، پیش از آنکه به شهرت برسد، برای تیم شهر زادگاهش بوسان آیکونز که با نام بوسان ای‌پارک شناخته می‌شود در کی-لیگ بازی می‌کرد. او جهش بزرگش برای پیشرفت را از جام جهانی فوتبال ۲۰۰۲ آغاز کرد، در بازی‌هایی که به تیم ملی کشورش برای کسب پیروزی در مقابل تیم‌های لهستان، پرتغال، ایتالیا و اسپانیا کمک کرد.

### تیم‌های باشگاهی
سونگ در سال ۲۰۰۲ به باشگاه هلندی فاینورد پیوست و تا سال ۲۰۰۵ برای آن تیم بازی کرد. او در طول ۵۳ بازی که برای تیم فاینورد به میدان رفت، ۲ گل زد و ۷ پاس گل داد. سونگ در سال ۲۰۰۵ دوباره به کشورش بازگشت و به عضویت باشگاه سوون سامسونگ بلووینگز در کی‌لیگ درآمد و تا سال ۲۰۱۰ به بازی در همین تیم مشغول بود. او در ادامه مسیر حرفه‌ای‌اش تا زمان بازنشستگی در تیم‌های الشباب عربستان سعودی، اولسان هیوندای و تیانجین تایگرز چین به بازی پرداخت.

## تیم ملی
پارک جی سونگ بازی برای تیم ملی کره جنوبی را از سال ۲۰۰۰ آغاز کرد و در مسابقات مقدماتی و نهایی جام جهانی ۲۰۰۲ که به طور مشترک در کره جنوبی و ژاپن برگزار شد، بهترین بازی‌هایش را برای تیم کشورش انجام داد.

## زندگی خصوصی
سونگ پس از جدایی از همسر اولش که در سال ۲۰۰۳ با ازدواج کرده بود، در ۱۷ دسامبر ۲۰۰۶ با پارک یون سو، بازیگر و مدل کره‌ای پس از ۱۸ ماه رابطه، ازدواج کرد. او شش ماه پس از ازدواجش صاحب فرزند شد.